# Můj soused Totoro
Můj soused Totoro (japonsky となりのトトロ, Tonari no Totoro) je japonský dětský animovaný film (anime), který režíroval Hajao Mijazaki v produkci studia Ghibli. Film měl premiéru 16. dubna 1988. Příběh vypráví o dívce Sacuki a její sestřičce Mei, které se se svým otcem přestěhují na venkov, kde se seznámí s podivným lesním tvorem, kterému říkají Totoro.
Film byl produkován a uveden do kin spolu se snímkem Isaa Takahaty Hrob světlušek, který z hlediska prostředí i příběhu tvoří v mnoha směrech jeho zrcadlový obraz. Při produkci si prý animátoři často nebyli jisti, do kterého z filmů náleží ten který obraz. Filmy byly zpočátku často promítány současně, Můj soused Totoro měl sloužit k odlehčení smutného tónu Hrobu světlušek.
Český název Můj soused Totoro se České republice rozšířil ještě před oficiálním vydáním filmu a vychází z amatérských českých titulků. Jelikož relativně odpovídá původnímu titulu Tonari no totoro, který doslova znamená Soused Totoro, byl zachován i při vydání filmu na DVD. Film je známý i pod svým anglickým názvem My Neighbor Totoro.

## Postavy
- Sacuki Kusakabe (草壁皐月 Kusakabe Satsuki) - Jedenáctiletá dívka, hlavní postava filmu
- Mei Kusakabe (草壁メイ Kusakabe Mei) - Sacukina čtyřletá sestra
- Tacuo Kusakabe(草壁達夫 Kusakabe Tacuo) - Otec dívek. Pracuje na Tokijské univerzitě.
- Jasuko Kusakabe(草壁靖子 Kusakabe Jasuko) - Matka dívek. Hospitalizovaná kvůli nespecifikované chorobě v Šičikokujamské nemocnici.
- Totoro (トトロ) - Titulní postava filmu. Lesní duch, žijící v kořenech obřího kafrovníku a vystupující v podobě přibližně třímetrového savce pokrytého šedou srstí. (Ve filmu se rovněž vyskytují dvě podobná leč výrazně menší s Totorem spřízněná lesní stvoření rovněž nazývána Totoro)
- Kanta Ogaki (大垣寛太 Ogaki Kanta) - Vesnický chlapec, vrstevník Sacuki
- Nanny (お祖母ちゃん　Obachan) - Kantova babička
- Kočkobus (猫バス　Nekobasu) - mnohonohá obří kočka, jejíž tělo je schopné se proměnit v autobus

## České vydání
Film poprvé na českém DVD vyšel 8. února 2013 v distribuci společnosti Hollywood Classic Entertainment. DVD obsahuje vedle japonské zvukové stopy a českých podtitulků také český dabing vyrobený Českou televizí. Autorem překladu pro dabing i podtitulky byl japanolog Martin Tirala.

## Kulturní vliv

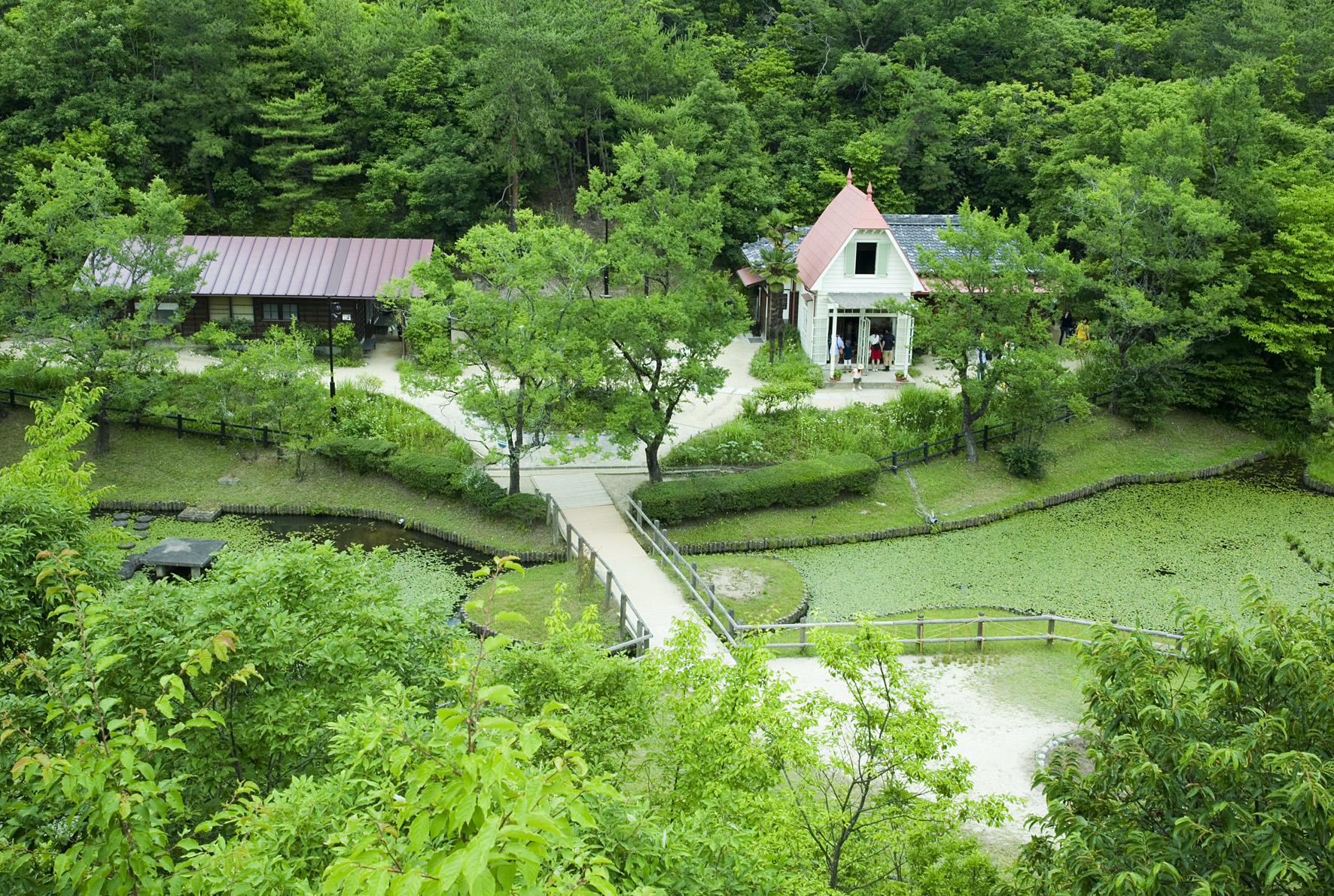
Dům Satsuki a Mei v Aichi Expo Memorial Parku (Morikoro Park)

Díky své popularitě měl film přesah do reálného světa, což reprezentují následující příklady:
- Jako hlavní cena každoroční soutěže AMV na brněnském Animefestu se uděluje plyšový Totoro.
- V parku výstavy Expo 2005 v japonské Nagoji byl na motivy filmu postaven dům hlavních hrdinek Sacuki a Mei, který je k možné navštívit i v současnosti.[2]
- Zejména v Japonsku je v podobě Totora možné zakoupit nejen různé suvenýry, ale např. i dezerty v jeho podobě nebo navštívit tematickou kavárnu.[3]